# Garderhouse Voe

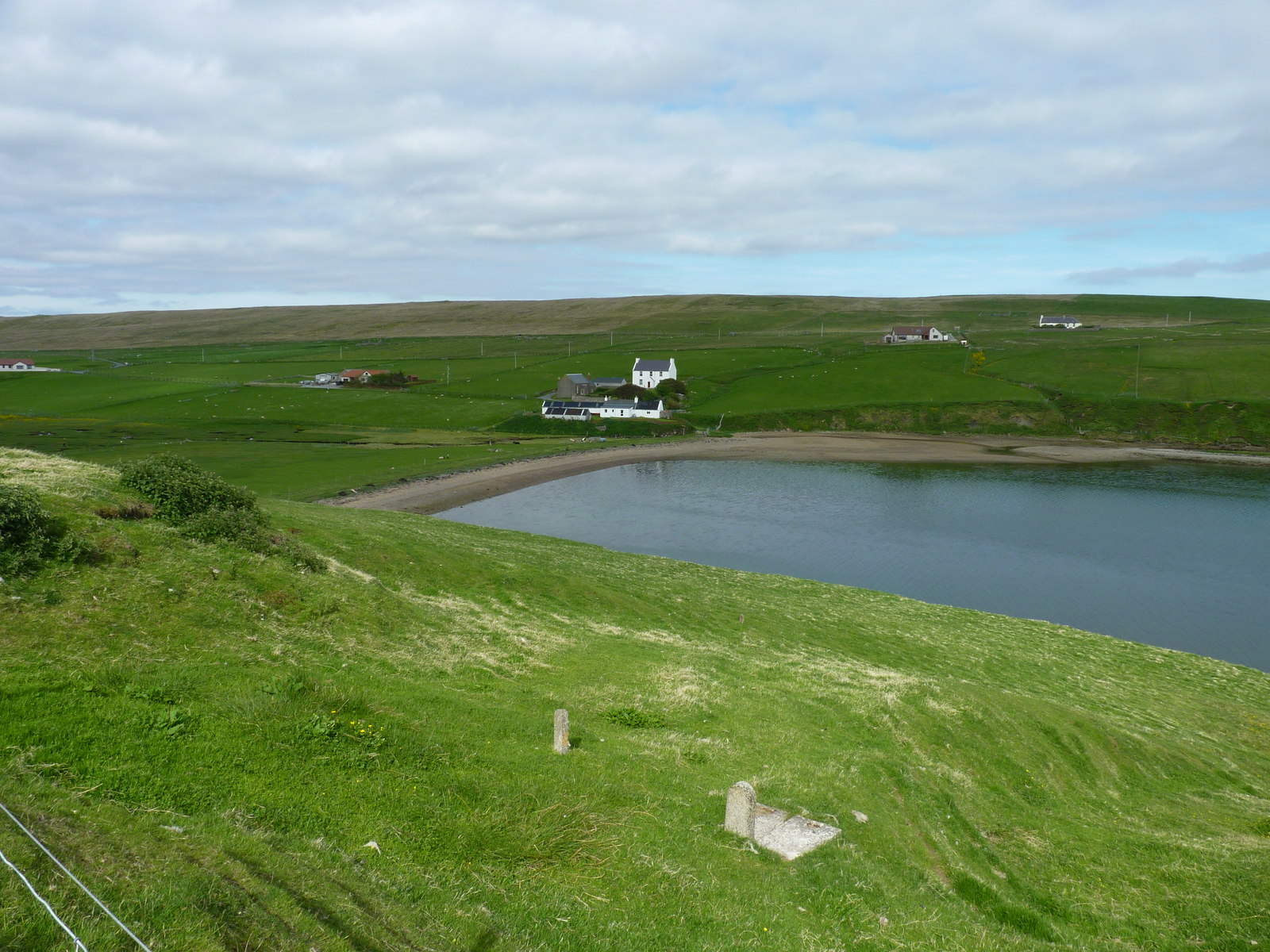
Das nordwestliche Ende der Voe

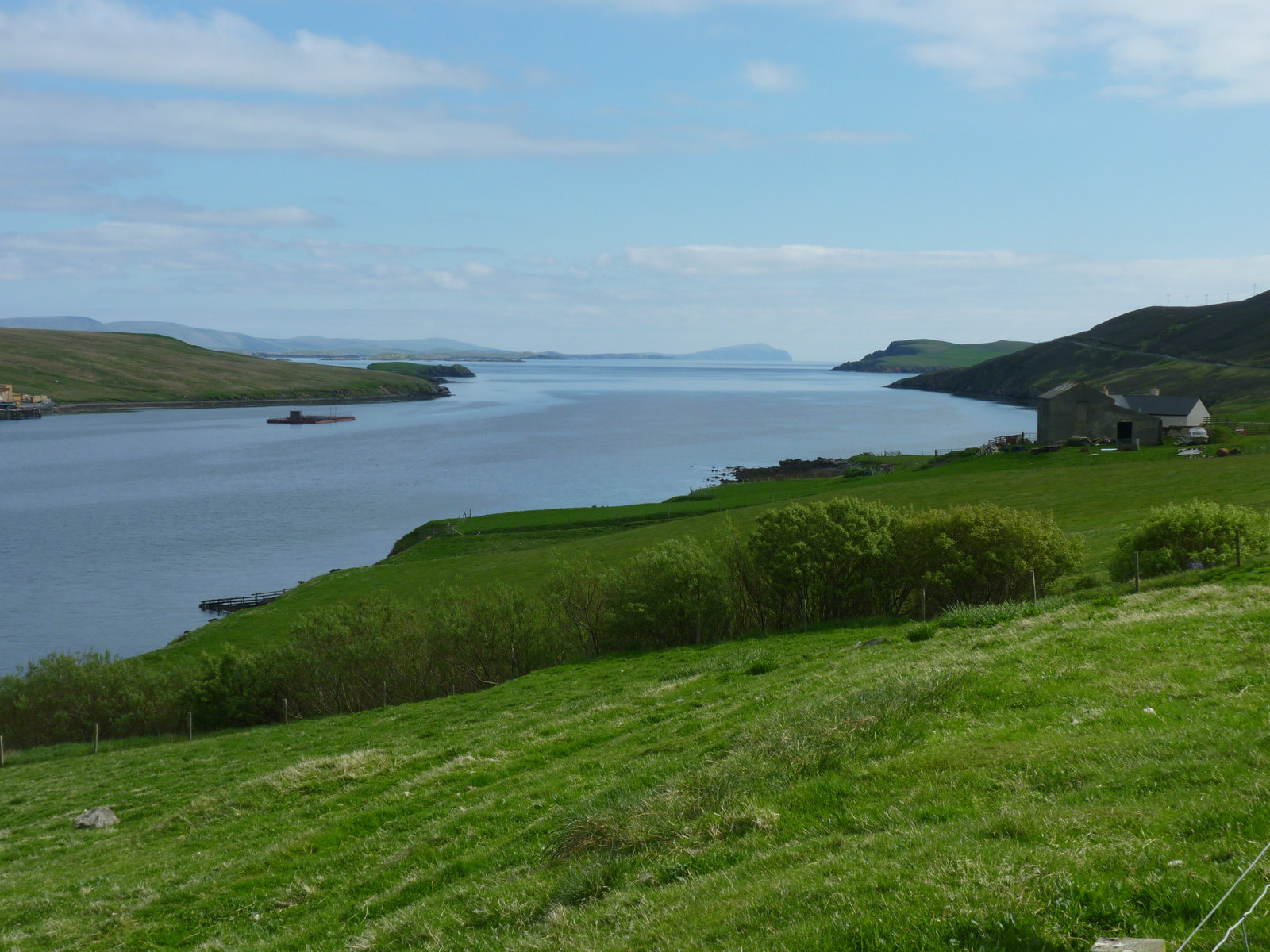
Blick auf die Bucht im Südosten

Die Garderhouse Voe ist eine Meeresbucht (Voe), die im Südwesten der zu Schottland zählenden Shetlands liegt.

## Geographie
Die Garderhouse Voe ist eine Bucht, die im Westen von Mainland an der südlichen Küste der Insel liegt. Sie erstreckt sich über wenige Kilometer landeinwärts und weist eine nahezu rechteckige Form auf. Am nordwestlichen Ende der Bucht liegt das kleine Garderhouse, die nächste größere Ortschaft ist Walls im Westen. Im Osten des südlichen Endes liegt die unbewohnte Insel Kirk Holm, gefolgt von der Sand Voe im Nordosten. Ein kleiner See, das Loch of Semblister liegt im Norden der Bucht.

## Historisches
Im Rahmen der historischen Gliederung Schottlands in Civil Parishes zählt die Garderhouse Voe zu Sandsting.